# Juliet Conlin

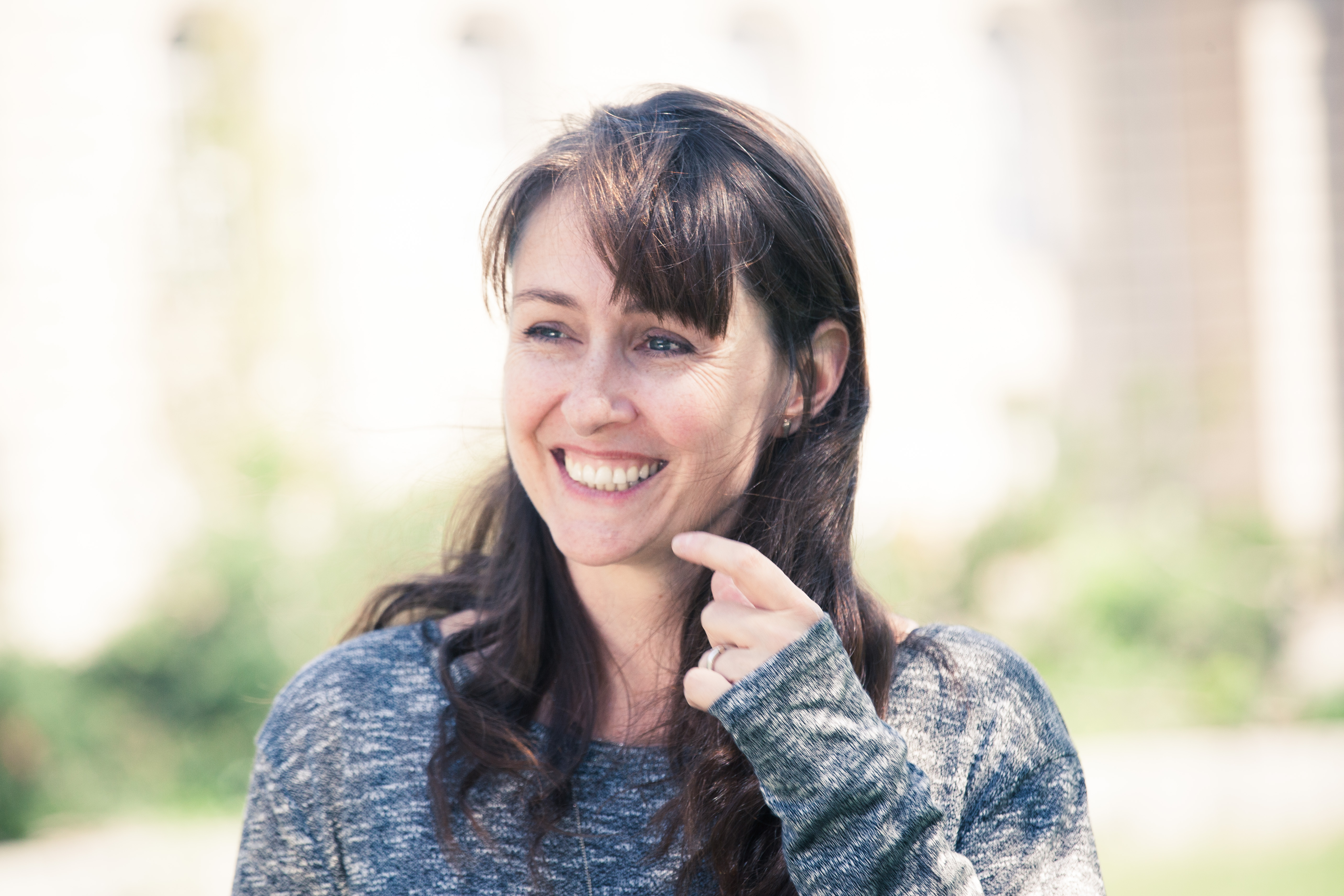
Juliet Conlin

Juliet Ann Conlin (* 29. Januar 1970 in London) ist eine deutsch-britische Schriftstellerin und Übersetzerin. Sie schreibt auf Englisch und Deutsch.

## Leben
Juliet Conlin wurde in London geboren und wuchs in Großbritannien und Deutschland auf. Sie schloss 1993 eine Ausbildung zur staatlich-geprüften Wirtschaftskorrespondentin ab und ging für fünf Jahre zum Auswärtigen Amt, wo sie u. a. für drei Jahre an die deutsche Botschaft Washington, D.C. entsandt wurde.
1998 begann sie ein Studium der Psychologie an der Staffordshire University in Großbritannien, das sie mit einem Bachelor (B.Sc.) abschloss. Es folgte dort ein Master (M.Sc.) in Forschungsmethoden und Statistik. Conlin promovierte in Psychologie (PhD) an der University of Durham zum Thema Arbeitsgedächtnis und arbeitete mehrere Jahre als Postdoc am Max-Planck-Institut für Bildungsforschung in Berlin.
2010 machte sie einen Master (M.A.) in Kreativem Schreiben an der Lancaster University und legte im selben Jahr die Prüfung zur staatlich-geprüften Übersetzerin ab. Sie arbeitet seit 2010 als freie Autorin und Übersetzerin und lebt in Berlin. Conlin ist verheiratet und hat vier Kinder.
Ihr Debütroman The Fractured Man erschien 2013. Conlin ist Mitglied des Scottish PEN.

## Werk
- 2013 The Fractured Man, Cargo Publishing, ISBN 9781908885234
- 2017 The Uncommon Life of Alfred Warner in Six Days, Black & White Publishing, ISBN 9781785300820
- 2019 The Lives Before Us, Black & White Publishing, ISBN 9781785302305
- 2020 Sisters of Berlin, Black & White Publishing, ISBN 9781785302886
- 2021 Love, Hope, Hodder Publishing, ISBN 9781529354249

## Wissenschaftliche Publikationen
- Conlin, J.A. & Gathercole, S. (2006). Lexicality and interference in working memory in children and adults. Journal of Memory and Language, 55 (3)
- Conlin, J.A., Gathercole, S. & Adams, J. (2005). Stimulus similarity decrements in children’s working memory span. The Quarterly Journal of Experimental Psychology, A, Human Experimental Psychology, 58
- Conlin, J.A., Gathercole, S. & Adams, J. (2005). Children’s working memory: Investigating performance limitations in complex span tasks. Journal of Experimental Child Psychology, 90